# Accrétion minérale électrolytique
L'expression accrétion minérale électrolytique (Electrolytic Mineral Accretion ou EMA pour les anglophones) désigne toutes les méthodes utilisant dans l'eau salée un courant électrique faible pour - via un effet anode - cathode  favoriser l'accrétion minérale du côté de la cathode. 

L'accrétion minérale (Mineral accretion ou MA ou Seacrete pour Sea-concrete, qui pourrait se traduire par « ciment marin » pour les anglophones) est un dépôt cristallisé et durable de sels minéraux insolubles (CaCO3 principalement en eau de mer). Ce dépôt serait plus facilement colonisé que d'autres matériaux, et les organismes qui y vivent y trouveraient plus facilement les sels minéraux utiles à leur croissance, tant que le champ électrique reste actif.

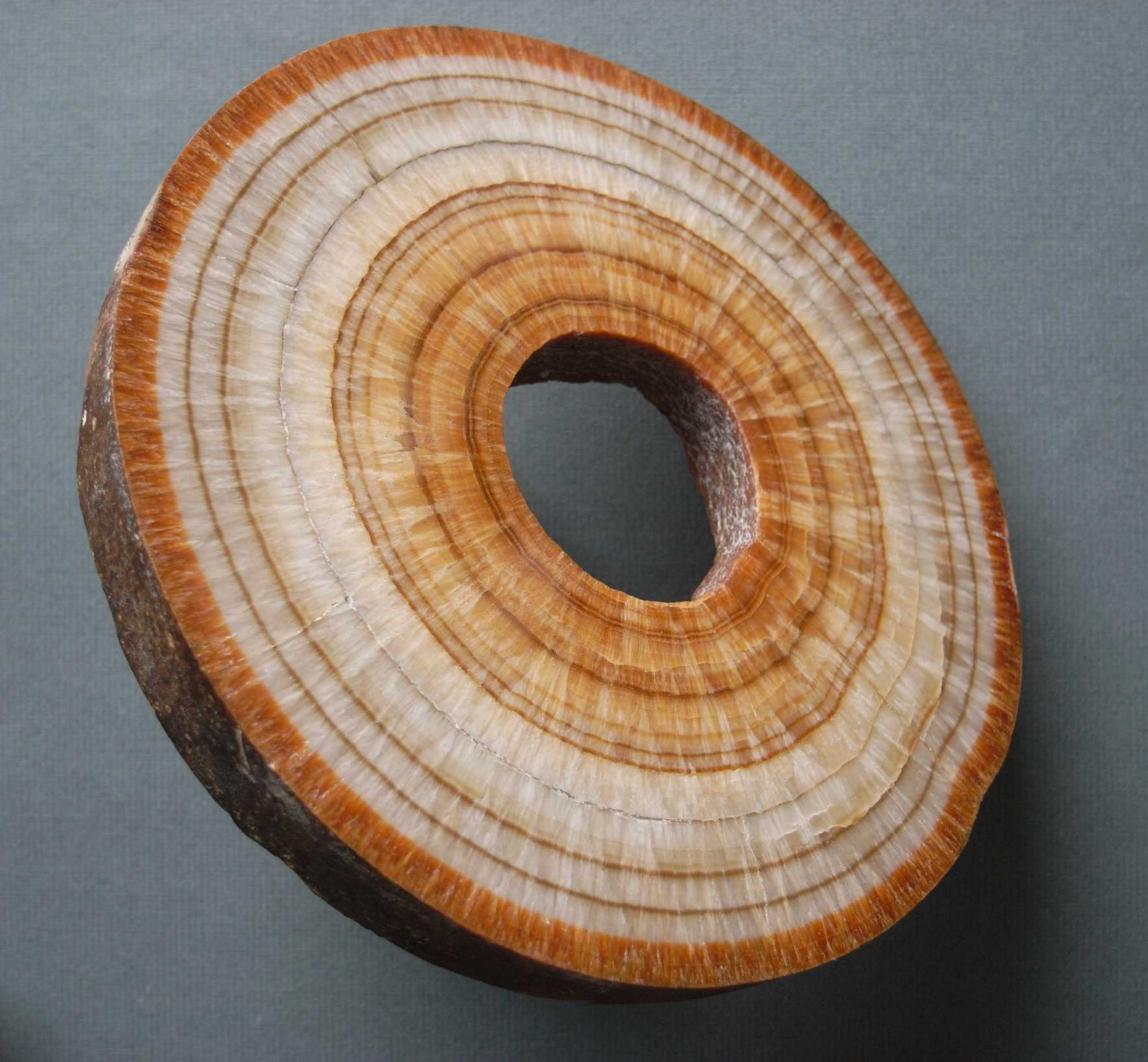
Accrétion minérale (le phénomène d'accrétion minérale est ici illustré par un dépôt d'aragonite, qui s'est formé dans un tuyau d'eau très minéralisée. Le diamètre disponible est ainsi passé de 150 mm à 42 mm

## Usages
L'accrétion minérale électrolytique est une des techniques de génie écologique expérimentée et promue par Wolf Hilbertz depuis 1988, avec l'aide d'une ONG construite autour de ce projet (The Global Coral Reef Alliance) pour faire de la renaturation en milieu corallien. Les promoteurs de cette méthode parlent de récifs artificiels de troisième génération. ils ont été créés à des fins d'abord expérimentales, puis de restauration de récifs fonctionnels susceptible de remplir les mêmes fonctions écologiques qu'un récif naturel.  
Selon ses inventeurs et promoteurs, cette méthode (brevetée) permet une croissance cinq fois plus rapide des coraux, et peut également favoriser le développement d'huîtres, palourdes, langoustes et poissons.
Le matériau produit est aussi appelé Biorock. Les inventeurs et premiers grands promoteurs de cette technique ont été le Pr Wolf Hilbertz et le Dr Thomas Goreau, à la fin des années 1970.

## Principes
Le principe est de « hâter l'œuvre de la nature » : 
Deux électrodes (éventuellement subdivisées) sont utilisées, le récif étant construit autour d'une cathode qui attire vers elle les ions positifs (principalement ceux du carbonate de calcium et de l'hydroxyde de magnésium (Mg(OH)2) abondamment présents dans l'eau de mer). La teneur augmentée du milieu en ces ions va peu à peu aider sa structure à se recouvrir d'une croute minérale. Ce substrat accueille un biofilm qui est lui-même favorable à l'ancrage et au développement d'organisme encroutants ou fixés.
- Dès le début de l'encroutement électrolytique, la structure forme un écotone qui va croître et constituer le début d'un récif colonisable par de nouveaux coraux et d'autres organismes. Selon les promoteurs de la méthode, les coraux grandissent bien plus vite sur le substrat électrochimiquement modifié par l'effet cathode.
- Sur cette structure qui se consolide avec le temps, s'installent spontanément des espèces pionnières et/ou sont artificiellement « greffés » des coraux d'autres espèces, lesquels colonisent le substrat.
- Grâce au support (ferraillage, grilles et grillages soudés ou assemblés), il est aisé de configurer ou réorienter la forme d'un récif pour l'adapter au mieux aux courants marins, à certaines espèces jugées prioritaires, à des fonctions de protection du littoral ou du patrimoine halieutique, au trafic maritime, au tourisme de découverte, à des activités scientifiques, ou à une exploitation halieutique raisonnée future.

## Expérimentations
Hilbertz expérimente le procédé dès la fin des années 1970.

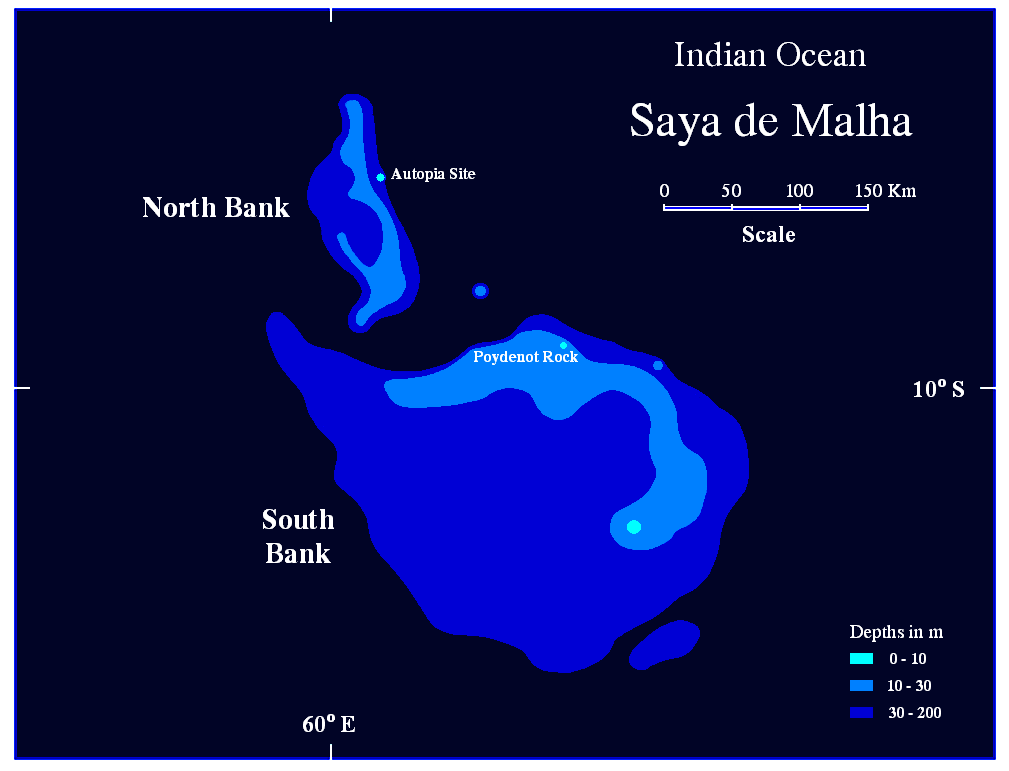
Position du projet d'île artificielle (Autopia) de sur le banc de Saya de Malha

Ces récifs sont surtout expérimentés dans l'océan Pacifique, notamment pour réparer les dégâts du dernier Tsunami, mais en 2008, des projets de type Biorock sont en cours de développement dans 15 pays au moins ; Maldives, Seychelles, Thaïlande, Indonésie, Papouasie-Nouvelle-Guinée, Mexique, Panama et dans une zone encore peu explorée, les bancs ou récifs de Saya de Malha (une zone du Nord-Est de l'océan Indien, grande comme la Belgique et pour partie située dans les eaux internationales, uniquement régie là par le droit maritime international.
Ce dernier site est, ou a été, celui d'une tentative de création d'une petite île artificielle auto-construite par des coraux sur une structure de base de type biorock. Hilbertz et Goreau y ont fait plusieurs expéditions sur la zone pour y expérimenter la création et  culture des bases d'une petite île sur une structure d'acier ancrée à 11 mètres de fond (l'île serait selon certaines sources déjà nommée « Autopia » ou « Saya Autopia » et pourrait se déclarer comme micronation, même si beaucoup pensent qu'elle sera plutôt rapidement annexée par la proche île Maurice si le corail pousse suffisamment pour produire rapidement un véritable îlot. 
Selon Wolf Hilbertz, scientifique et Professeur d'architecture à l'université du Texas (et qui se veut architecte des fonds marins) , un examen géographie et bathymétrique des zones favorables dans le monde pour un tel test l'a conduit à retenir trois sites potentiels d'expérimentation ;
1) Seamount Ampere à l'est de Gibraltar,
2) le Skerki Banks située au centre de la Méditerranée dans le détroit de Sicile entre la Sicile et la Tunisie (37° 47′ N, 10° 46′ E), une zone incluant deux vastes récifs d'origine volcanique et un banc de sable. Nombre de vaisseaux y ont fait naufrage dans le passé, ce pourquoi la zone est explorée par des archéologues depuis 1988 et
3) le site de Saya de Malha (ou Sahia de Malha) où une première structure d'accrétion, alimentée par panneaux photovoltaïques flottants, y a été posée en 1997 par  W. Hilbertz et Goreau. En 2002, une seconde expédition (trois bateaux) y ont jeté les bases de l'île et effectué les premiers relevés bathymétriques de cette région. Une troisième expédition doit préparer l'émergence de l'île au-dessus du niveau de la mer.

## Atouts et avantages
Selon les promoteurs de cette méthode, c'est la seule méthode disponible pour aussi rapidement restaurer un récif, et notamment des récifs morts à grande échelle à la suite d'un tsunami ou à la suite du phénomène de blanchiment des coraux.
Ils pourraient éventuellement être un moyen de doper la fonction de puits de carbone des océans, sous réserve que ces récifs ne génèrent pas d'effets pervers (carence de l'eau en certains oligoéléments) soient ensuite capable de résilience écologique et qu'ils ne soient pas victimes d'un réchauffement excessif ou de l'acidification des océans ou d'autres facteurs de mortalité des coraux.

## Limites, risques
La méthode nécessite une source d'électricité, en général des panneaux solaires ou une petite éolienne flottante (sur bouée). Par ailleurs, le procédé est récent. il doit donc encore être évalué à moyen et long terme, et dans une grande variété de milieux, mais selon ses promoteurs, il semble à ce jour le plus efficace pour rapidement restaurer un récif. 
Le récif doit être positionné à un endroit où les conditions nutritives, de courant et d'ensoleillement conviennent au procédé et au coraux. Le lieu doit présenter des caractéristiques convenant à l'attraction, la protection et la nourriture des espèces que le récif doit attirer et abriter. 

Il doit aussi résister aux vagues et tempêtes ou tremblements de terre le cas échéant, voire aux tsunamis, dans la mesure du possible. 
Des introductions de coraux et organismes permettent une colonisation plus rapide. Ces coraux doivent être prélevés localement et être réintroduits sur le récif artificiel de manière à retrouver de bonnes conditions d'habitat (hauteur, éclairement, nutriments, etc.)
En croissance osseuse dans le règne terrestre et aérien, l'accrétion minérale électrolytique doit être utilisée pour la réparation/soudure/réduction de fractures ou certaines maladies osseuses tel que par exemple (non limitatif) ostéoporose ou os de verre. Cette proposition, du fait de sa publication publique ne peut plus faire l'objet d'un brevet d'aucune façon, l'application en particulier à l'être humain ne peut être que gratuite y compris les micro ou nanoélectrolyseurs qui seraient implantés à cet effet.